# 布兰特利 (阿拉巴马州)
布兰特利（英文：Brantley），是美国阿拉巴马州下属的一座城市。面积约为3.11平方英里（约合8.05平方公里）。根据2010年美国人口普查，该市有人口809人，人口密度为260.38/平方英里（约合100.5/平方公里）。